# Evangeliarium

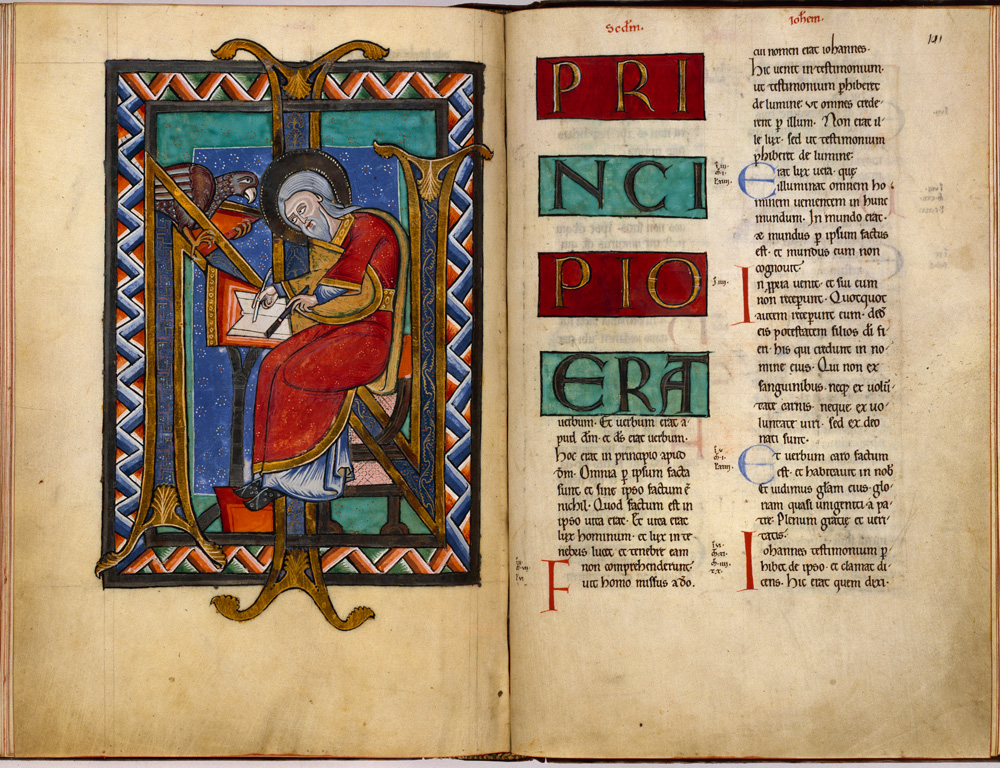
Evangeliarium, Maasland, tweede helft twaalfde eeuw (KB)

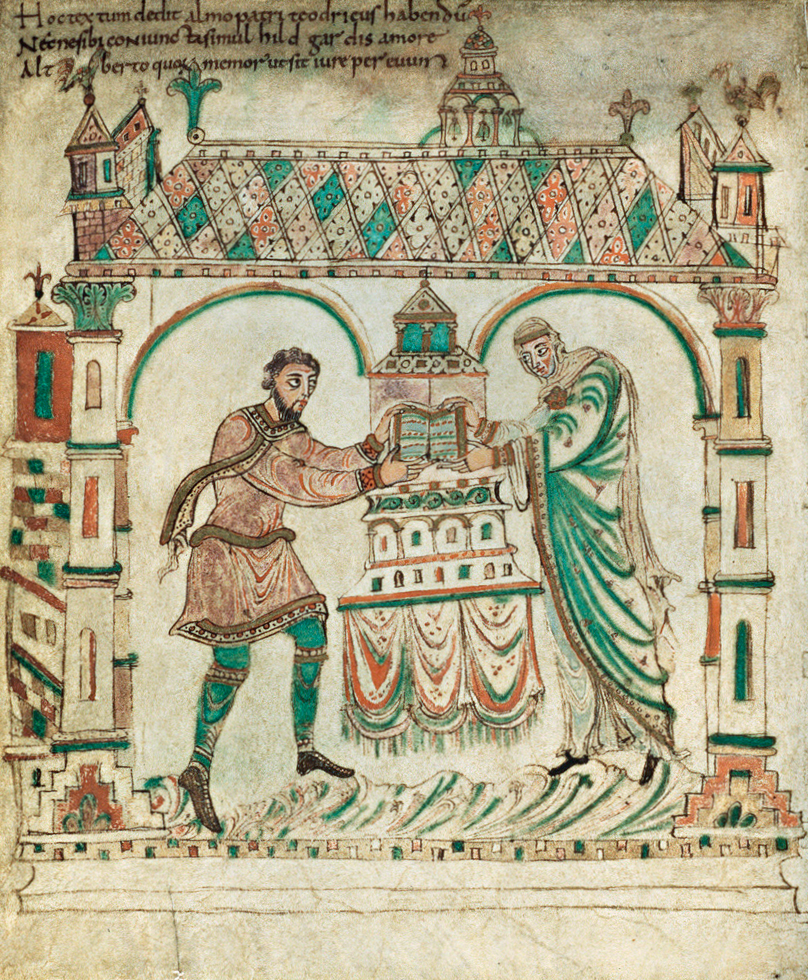
Evangeliarium van Egmond, negende eeuw (KB)

Het evangeliarium is de uit het Latijn afkomstige benaming voor het handschrift of boek dat de vier canonieke evangeliën bevat of die gedeelten (perikopen) van de evangeliën die in de Katholieke Kerk tijdens de mis gedurende het jaar worden voorgelezen of gezongen. In het laatste geval wordt het ook evangelistarium genoemd.
Evangeliaria zijn vanwege hun belangrijke functie in de liturgie vaak kunstzinnig vormgegeven. Veel bekende middeleeuwse handschriften zijn evangeliaria. Het evangeliarium wordt gezien als symbool van de aanwezigheid van Christus, wiens leven in de evangeliën wordt beschreven en wordt daarom in de katholieke liturgie met de grootste eerbied omgeven: het wordt bewierookt en de lezer van het evangelie kust het boek na de lezing.
Evangelistaria en epistolaria verdwenen ten gunste van het lectionarium dat zowel de lezingen uit de evangeliën als de epistolae, de brieven van de apostelen, bevat. 

## Bekende evangeliaria en evangelistaria

### Evangeliaria
- Garima-evangeliarium, Ethiopisch (4e-7e eeuw, Abba Garima klooster, nabij Adwa)
- Fragment uit een evangeliarium uit Sinope (6e eeuw, Bibliothèque nationale de France, Parijs)
- Codex purpureus Rossanensis of Rossano-evangeliarium, in het Grieks (6e eeuw, bisschoppelijk museum van de kathedraal van Rossano, Calabrië)
- De Syrische codexen van Rabbula (586, Biblioteca Mediceo Laurenziana, Florence) en Etschmiadzin (miniaturen 6e eeuw)
- Evangeliarium van Gregorius I (Cambridge)
- Book of Durrow (7e eeuw, Trinity College Library, Dublin)
- Durham-evangeliarium (eind 7e eeuw, Kathedraal van Durham)
- Lindisfarne-evangeliarium (begin 8e eeuw, British Museum, Londen)
- Evangelieboek van Sankt Gallen (8e eeuw), een Iers werk
- Book of Kells (eind 8e, begin 9e eeuw, Trinity College Library, Dublin)
- Ada-evangeliarium (ca. 790-810, Stadtbibliothek, Trier); zie Ada-Groep
- Evangeliarium van Lorsch of Codex Aureus Laureshamensis (ca. 810, Vaticaanse Bibliotheek, Rome en Biblioteca Documentara Batthyáneum, Alba Iulia)
- Evangeliarium van Aken (begin 9e eeuw, Schatkamer van de Dom van Aken)
- Codex aureus van St. Emmeram (870, Bayerische Staatsbibliothek, München)
- Uta-codex, vervaardigd in opdracht van Uta van Ballenstedt (ca. 1002, München)
- Tetraevangeliarium van Ivan Alexander van Bulgarije, in het Middel-Bulgaars (14e eeuw, British Library, Londen)
- Peresopnytsia-evangeliarium, in het Oud-Oekraïens (vervaardigd vanaf 1556 tot 1561, Nationale Bibliotheek, Kiev)

### Evangelistaria
- Het Karolingische Godescalc-evangelistarium (ca. 782, in de Bibliothèque Nationale te Parijs)
- Codex Egberti, vervaardigd voor bisschop Egbert van Trier (Reichenau, 980–993)
- Het Perikopenboek van Hendrik II de Heilige (Reichenau, rond 1012)

### Nederlanden
Voor de Nederlanden verdienen de volgende handschriften vermelding:
- Evangeliarium van Echternach (ca. 700, Bibliothèque nationale de France, Parijs)
- Codex Eyckensis of Evangeliarium van Aldeneik (8e eeuw, schatkamer St.-Catharinakerk, Maaseik)
- Evangeliarium van Egmond (9e/10e eeuw, Koninklijke Bibliotheek, 's-Gravenhage)
- Evangeliarium van Munsterbilzen (9e eeuw, bibl. Bollandisten, Brussel)
- Lebuinuscodex (Evangeliarium; 9e eeuw, Museum Catharijneconvent, Utrecht)
- Ansfriedcodex (Evangelistarium; 10e eeuw, Museum Catharijneconvent, Utrecht)
- Bernulphuscodex (Evangelistarium; midden 11e eeuw, Museum Catharijneconvent, Utrecht)
- Evangeliarium van Susteren (11e eeuw, schatkamer Sint-Amelbergabasiliek, Susteren)

## Galerij

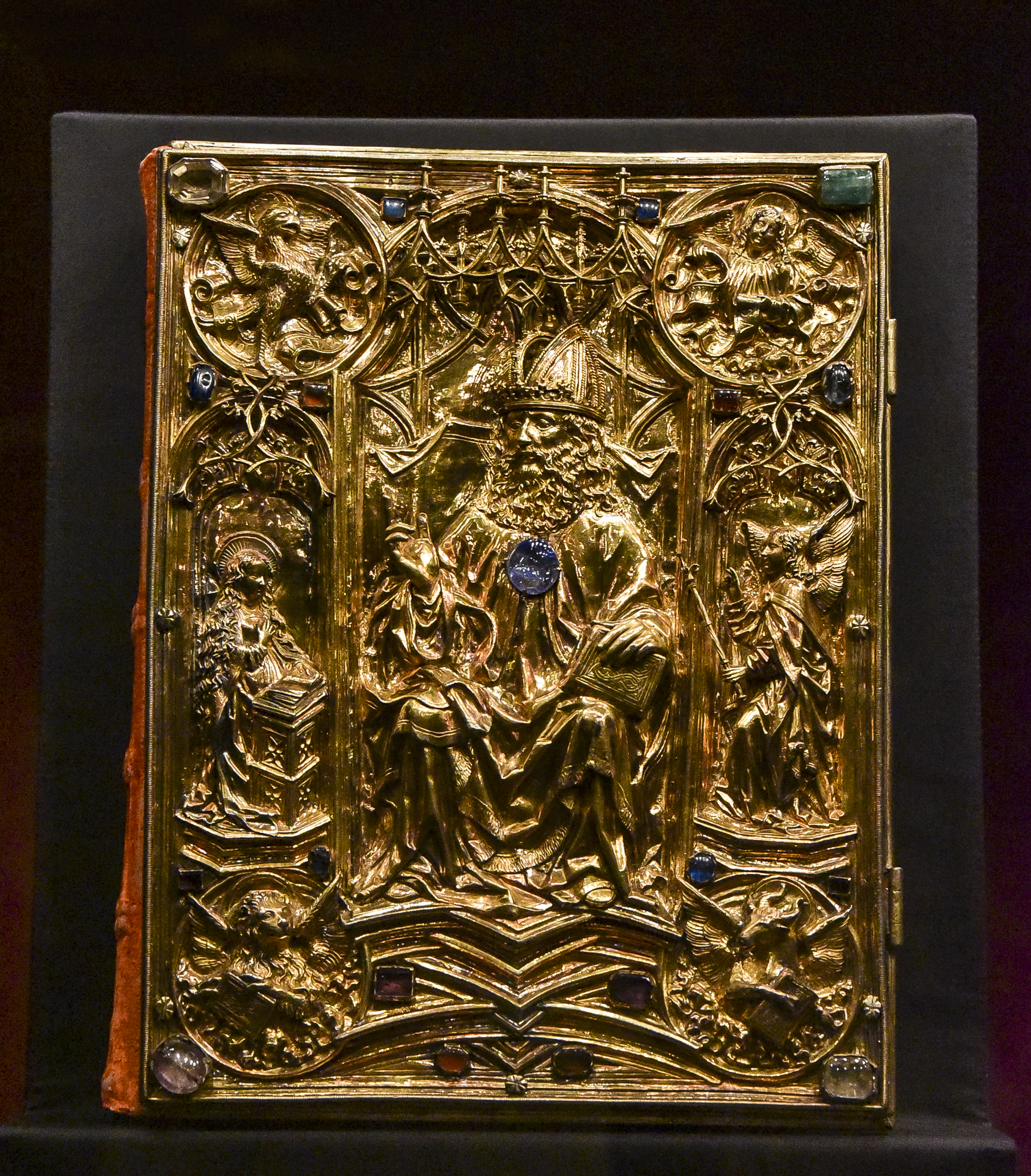
Kroningsevangeliarium van Karel de Grote (ca. 800) in de schatkamer van de Hofburg te Wenen
Ansfriduscodex in Museum Catharijneconvent
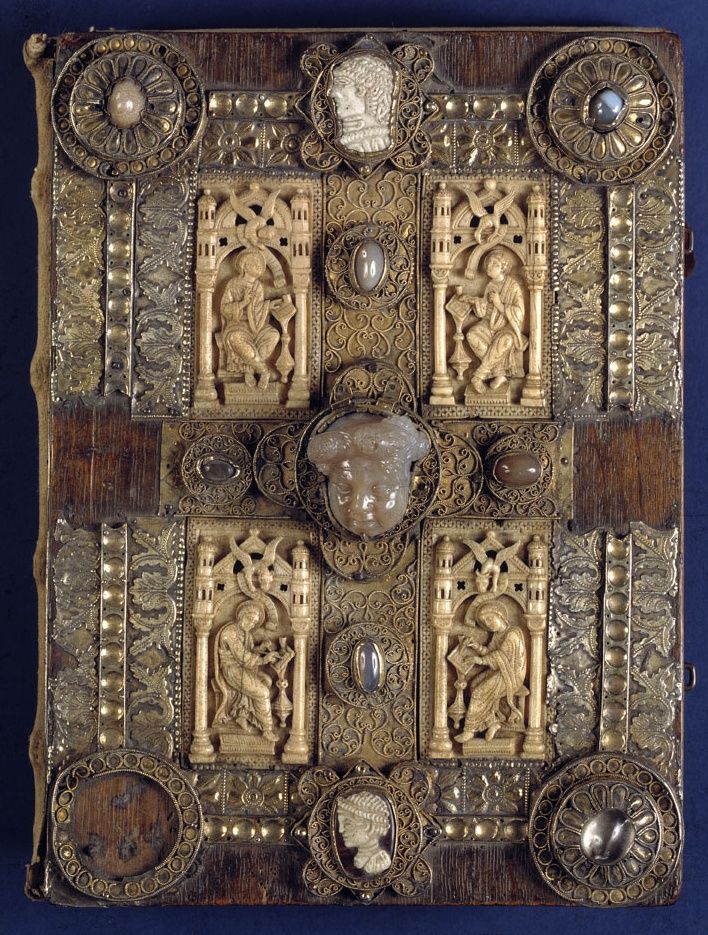
Lebuïnuscodex in Museum Catharijneconvent